# Catherine Dachkov
Pour les articles homonymes, voir Dachkov et Vorontsov.
La princesse Catherine Dachkov (en russe : Екатерина Романовна Дашкова, Ekaterina Romanovna Dachkova), née comtesse Vorontsov le 17 (28) mars 1743 à Saint-Pétersbourg et morte le 4 (16) janvier 1810 à Moscou, est une aristocrate russe lettrée, fondatrice de l'académie impériale de Russie, confidente de la Grande Catherine, sœur des comtes Semion et Alexandre Vorontsov. Ce fut l'une des personnalités marquantes de la période des Lumières en Russie et en Europe.

## Biographie
Catherine Vorontsov est la troisième fille du comte Roman Vorontsov, membre du sénat et général-en-chef, et de son épouse, née Marthe Sourmine. Son oncle et son frère sont chanceliers de l'Empire ; une de ses sœurs, Marie (1738-1765), est dame d'honneur d'Élisabeth Ire et son autre frère, Semion, est un diplomate anglophile. Elle reçoit une parfaite éducation, est douée en mathématiques, qu'elle étudie avec des professeurs de l'université de Moscou, et se passionne de littérature, française en premier lieu. Elle étudie Voltaire, Boileau, Helvétius, Bayle et Montesquieu et voyage en Europe.
Par sa naissance, elle est très liée avec la cour et s'attache dès 1758 à la jeune grande-duchesse Catherine, future impératrice. Elle épouse à l'âge de seize ans le prince Michel Dachkov (1736-1764), diplomate descendant de Rurik, et s'installe dans son palais de Moscou. Elle est en 1762 à Saint-Pétersbourg et soutient le coup d'État de 1762 qui met Catherine au pouvoir. Une de ses sœurs, Élisabeth, favorite de Pierre III, aurait reçu les confidences de l'empereur qui voulait se défaire de Catherine pour l'épouser, provoquant ainsi son propre assassinat.

## Intérêts en politique
La jeune princesse Dachkov se passionne pour les questions de politique et d'organisation de la société. Son oncle lui permet de lire ses rapports diplomatiques et ses relations à la cour l'instruisent de l'état de son pays et de son gouvernement. À la veille du coup d'État, la jeune impératrice Catherine charge son favori Orlov de rallier l'armée à sa cause et Catherine de trouver des soutiens dans l'aristocratie. Grâce à elle, elle obtient l'appui du comte Panine et du comte Razoumovski, ainsi que d'Ivan Betskoï, du prince Bariantinski, de Glebov, Teplov, etc. Cependant les intrigues de proches l'éloignent de la cour et elle n'aime pas en particulier les favoris de l'impératrice. Elle demeure pourtant loyale à l'impératrice, bien que celle-ci ne soit plus aussi proche que naguère.

## Voyages

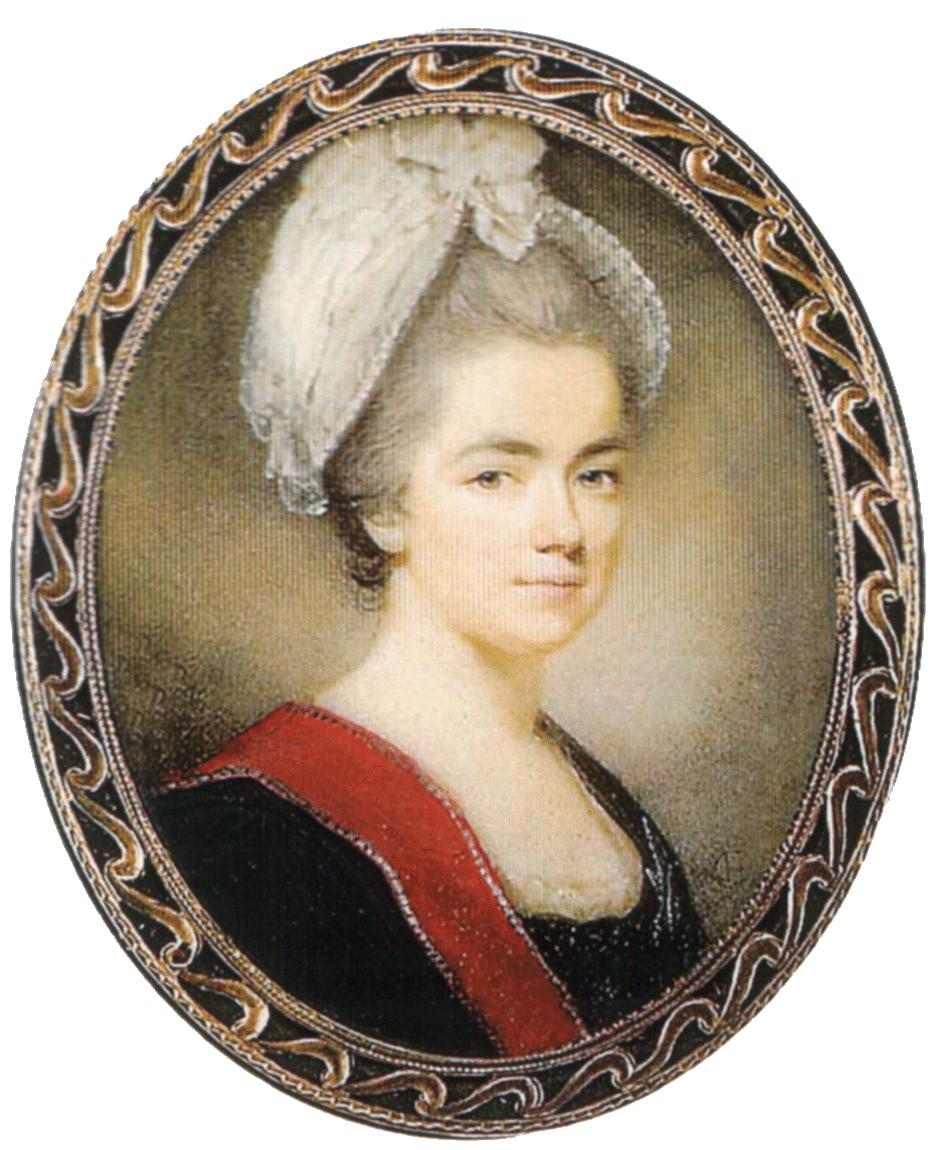
Portrait de la princesse vers 1770

La jeune femme obtient la permission de se rendre à l'étranger, certains historiens prétendant que la raison en était que l'impératrice voulait se faire pardonner de son refus de nommer la princesse Dachkov colonel d'honneur d'un de ses régiments. Elle est veuve en 1768 et commence son Grand Tour grâce à son immense fortune. Elle s'attire les faveurs intellectuelles de Voltaire et de Diderot à Paris et se rend à Londres et à Édimbourg, où Principal Robertson donne des leçons à son fils.

## Académicienne
En 1782, après presque 15 ans de d'absence, Catherine Dachkov rentre en Russie. Elle est nommée en 1783[Quand ?] directrice de l'académie impériale des sciences et des belles-lettres.
Constatant un certain isolement intellectuel du pays, pourtant ouvert et tourné vers l'Occident depuis le début du siècle, elle décide de fonder en 1784 une académie impériale de Russie, à l'image de l'Académie française, en vue d'enrichir et de purifier la langue et la grammaire russes et lui ôter ses archaïsmes slavons.
La princesse exerce ainsi une influence culturelle très importante en Russie et s'attache à faire venir des philosophes et hommes de sciences étrangers. Parallèlement, elle fait éditer le Dictionnaire académique à l'académie impériale, publie une lettre mensuelle et écrit deux pièces de théâtre, Le Mariage de Fabien et une comédie intitulée Toïssioko.
Elle est élue membre honoraire de l'académie royale des sciences de Suède en 1783, première femme étrangère à être ainsi distinguée et seconde après Eva Ekeblad.
Elle se retire toutefois de la cour, peu avant la mort de la Grande Catherine à cause d'une tragédie qu'elle fait publier[Quand ?] et que d'aucuns accusent à tort d'être favorable aux principes républicains.

## Exil
Lorsque Paul Ier accède au trône en 1796, il se hâte de défaire tout ce que sa mère avait tissé. Il exile la princesse dans un village près de Novgorod, pour lui faire expier sa participation aux événements de 1762. Une pétition de ses amis la fait revenir dans ses terres près de Moscou, où elle meurt le 4 janvier 1810.
Son fils, dernier des Dachkov, étant mort en 1807, tous ses biens passent à son neveu Ivan Vorontsov qui obtient la permission de l'empereur de relever le nom et de s'appeler Vorontsov-Dachkov. Son fils, le comte Illarion Vorontsov-Dachkov (1837-1916) est chambellan à la cour de 1881 à 1897, puis vice-roi du Caucase de 1905 à 1915.

## Publications et correspondance
- (fr) Lettres à son père Romane Vorotsov, à ses frères Alexandre Vorontsov, Semion Vorontsov, à son neveu Mikhaïl Vorontsov, à Iouriï Neledinskiï-Meletskiï, à l'impératrice Maria Fedorovna, à l'empereur Paul, 1758-1806. In : Arkhiv kniazia Vorontsova [Archives du prince Vorontsov], éd. Petr Bartenev, Moscou, V. Gote, 1872-1881, vol. 5, 12, 21, 24.
- (fr) et (en) Lettres à William Robertson, 1776-1786. In E. R. Dachkova, O smysle slova «vospitaniïe». Sotchineniïa. Pisma. Dokumenty [De la signification du mot «éducation». Œuvres. Lettres. Documents], éd. Galina Smaguina, Saint-Pétersbourg, Dmitriï Boulanine, 2001, p. 228-230, 233-236, 239-240 (en français), 251-252 (en anglais).
- (ru) Lettres éparses : à Pavel Dachkov, 1779. In : Materialy dlia biografii kniaguini E.R.Dachkovoï [Matériaux pour la biographie de la princesse E. R. Dachkova], Leipzig, Kasprovitch, 1876, p. 102-108.
- (ru) Lettres à Mme Hamilton, 1804-1805. In : Materialy dlia biografii kniaguini E.R.Dachkovoï [Matériaux pour la biographie de la princesse E. R. Dachkova], Leipzig, Kasprovitch, 1876, p.118-125 (en traduction russe).
- (ru) Lettres à Pavel Dachkov, madame Hamilton, l'impératrice Maria Fedorovna et à Martha Wilmot, 1806-1808, Istoritceskiï vestnik [Messager d'histoire], Saint-Petersbourg, 1882, n° 9, p. 668-675.
- Mon histoire : Mémoires d'une femme de lettres russe à l'époque des lumières
  - Paris, 1804 (édition partielle) ;
  - 1840 (édition intégrale) ;
  - Alexander Woronzoff-Dashkoff (éd.), Paris, L'Harmattan, 1999  (ISBN 9782738475749) ; avec les lettres de Catherine II.

## Honneurs
L'astéroïde (4594) Dachkova porte son nom.